# Stahlhelm

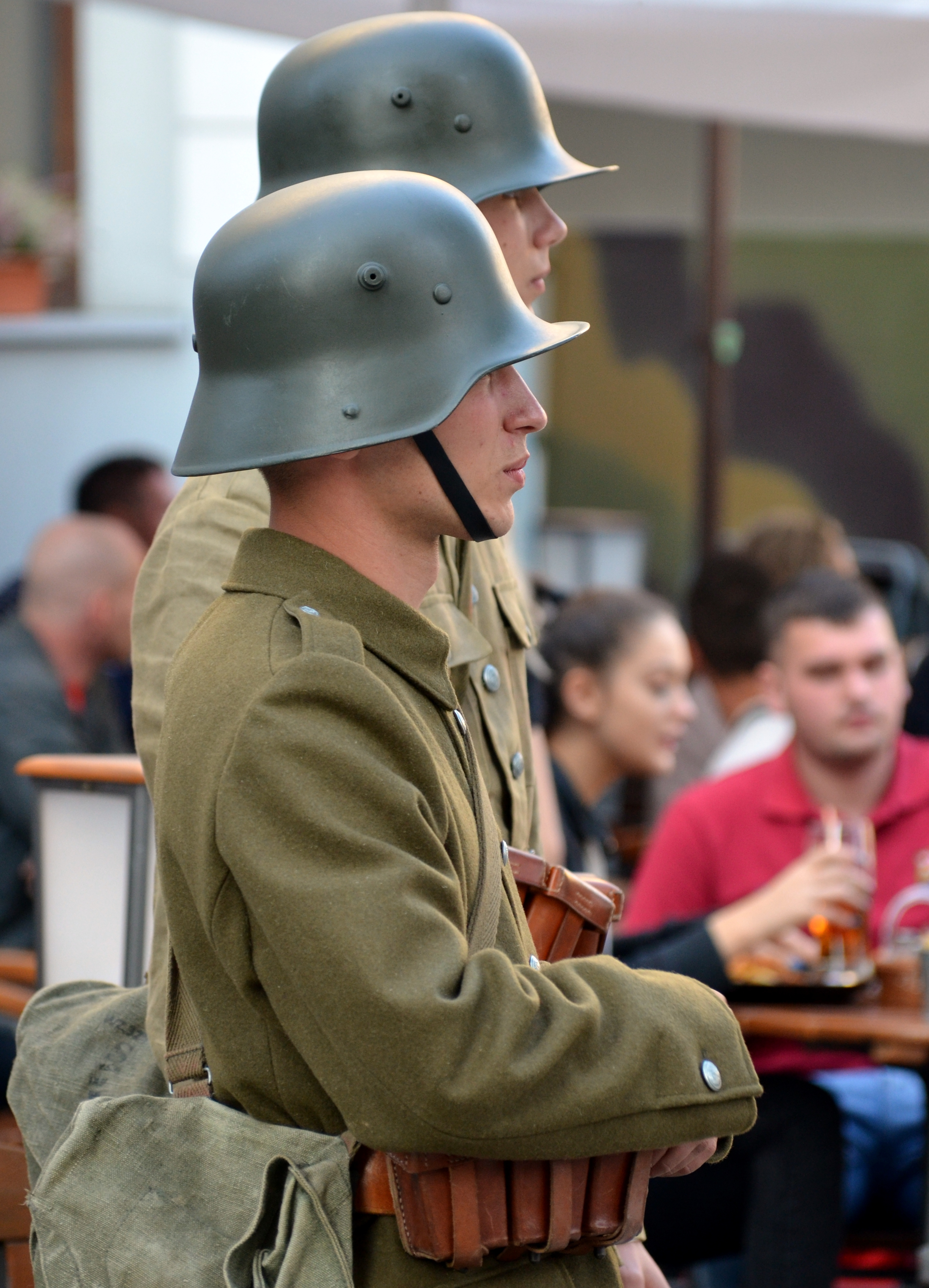
Lidé s přilbami Stahlhelm M16 představující příslušníky polské 10. jízdní brigády v září 1939.

Der Stahlhelm je německý název pro „ocelovou přilbu“. Termín se používá ve dvojím různém smyslu slova, a to buď pro přilbu původem německé armády, užívanou do současnosti, nebo pro německý polovojenský spolek frontových vojáků z let 1918–1935 a od roku 1951.

## Německá ocelová přilba

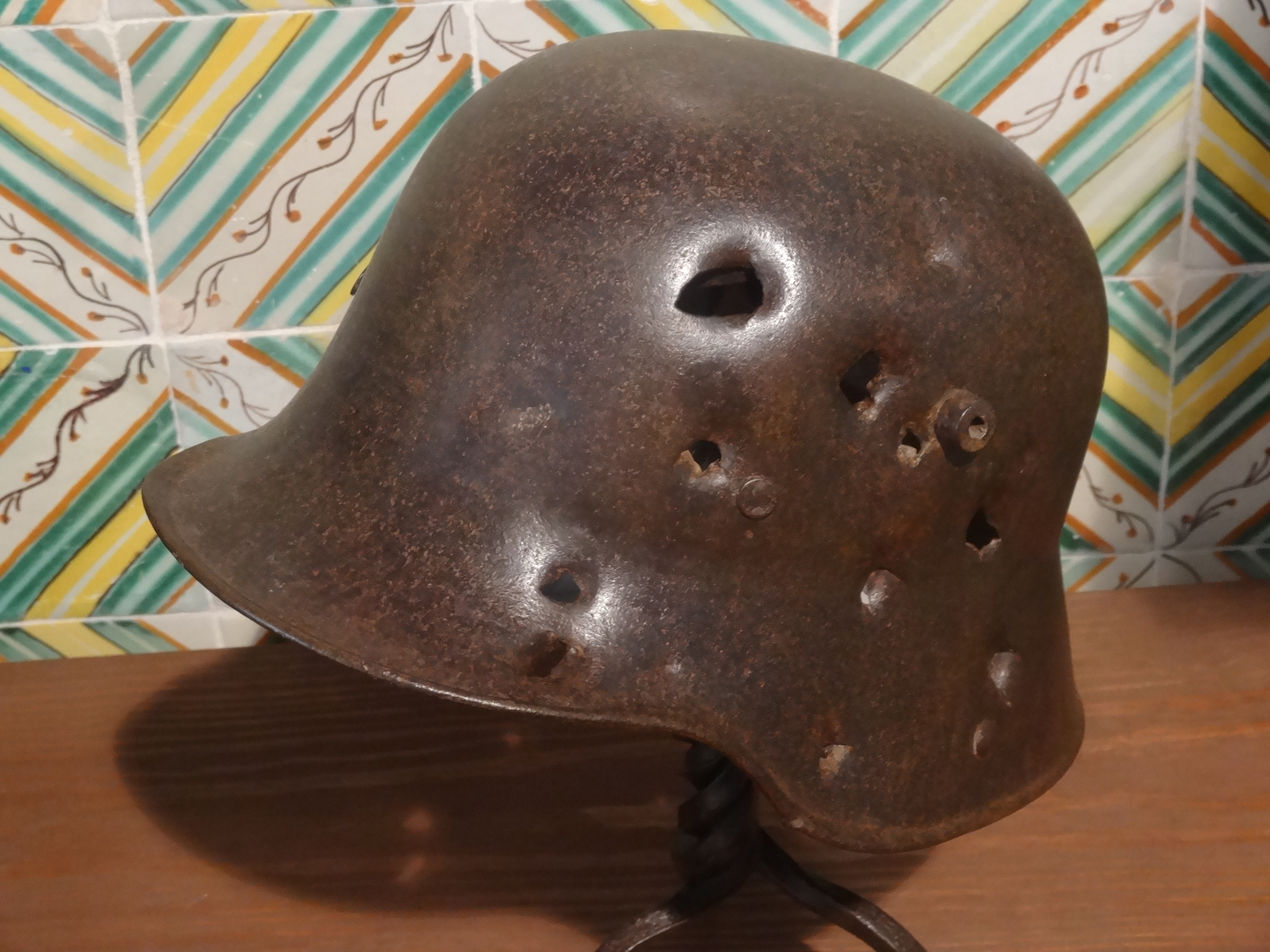
Prostřílená helma M16 z francouzského bojiště

Ocelová přilba (německy der Stahlhelm) byla zavedena pro frontové vojáky německé armády během první světové války a užívala se také ve druhé světové válce. Císařská německá armáda začala během první světové války v roce 1916 nahrazovat koženou Pickelhaube (špičatou bojovou helmu) přilbou ocelovou, zvanou der Stahlhelm. Díky svému typickému tvaru byla přilba okamžitě rozpoznatelná i podle siluety. Stala se nejen běžným prvkem vojenské výstroje, ale také pruské vojenské propagandy, stejným symbolem jako Pickelhaube. Po druhé světové válce německý Bundeswehr nadále nazýval svou standardní helmu Stahlhelm, ale design byl odvozen z americké helmy M1. Američané však brzy nahradili ocel aramidovými vlákny značky kevlar, které se užívají dosud. Němečtí pohraničníci Bundesgrenzschutz ještě určitý čas používali původní německou verzi, dokud nebyla všechna vojska převedena na novou helmu z aramidových vláken M92 Aramid. Vnější podobu a název stahlhelm zachovávají některé moderní přilby, které se vyrábějí z kevlaru, například v Polsku.[zdroj⁠?!] Staré exempláře a jejich nové repliky jsou vyhledávány sběrateli.

## Historie Stahlhelm

### Vznik Stahlhelm

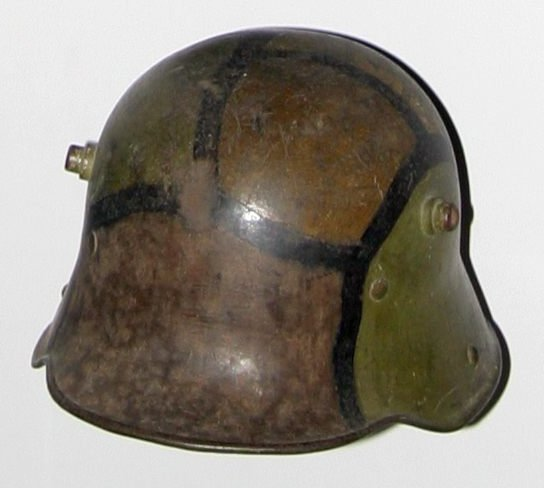
Stahlhelm 1916 s kamufláží 1918. (Musée de l'Armée)

Německá armáda při vývoji účinné ochrany hlavy zaostala, některé jednotky si proto vytvořily vlastní provizorní helmu z kožené výstélky a z ocelového (pancéřového) plátu o tloušťce 6 mm. Přední deska chránila pouze čelo, oči a nos. Stahlhelm z chromniklové oceli navrhl Friedrich Schwerd z Technického institutu v Hannoveru po konzultacích s hlavním lékařem Aloisem Beerem. Začátkem roku 1915 analyzovali střelná zranění hlavy, která vojáci utrpěli v zákopové válce. Nejdříve vydal obecné instrukce pro ochranu hlavy ocelovou přilbou. Když byl převelen do Berlína, konstrukci helmy navrhl opět podle tvaru historických přileb z 15. století. Vývojové práce zahrnovaly testování německých a spojeneckých pokrývek hlavy, první stahlhelmy, vyzkoušené v listopadu 1915 na testovací půdě v Kummersdorfu, byly poté nasazeny pro boj 1. útočného praporu. Bylo objednáno třicet tisíc kusů, ale oficiálního schválení jako standardní přilba se stahlhelm dočkala až od roku 1916, proto se označuje „model 1916“. Koncem ledna dodala firma Thale/Harz první sérii 30.000 kusů. V únoru 1916 byly tyto helmy přiděleny vojskům u Verdunu, kde následně dramaticky poklesl počet vážných zranění hlavy. Jako první je použil Sturm-Bataillon č. 5 (Rohr), kterému velel kapitán Willy Rohr. Na rozdíl od Hadfieldovy oceli, používané v Brodieho britské přilbě, Němci používali tvrdší křemíkovou nebo chromniklovou ocel o tloušťce plechu 1,1 mm. Jejich výrobní technologie a složitější tvarování přilby vyvolaly vyšší jednotkovou cenu než měla britská helma, která lisovala jako jeden kus. Tento typ helmy užívali také vojáci rakousko-uherští a bulharští.

## Modely a jejich varianty
Typy a konstrukční prvky přileb se postupně zdokonalovaly. Modely byly označovány iniciálou M s celým letopočtem svého vzniku nebo jeho zkratkou (například M1942 nebo M42), tvoří tedy chronologicky vzestupnou číselnou řadu. Varianty některých modelů své zvláštní označení nemají. O dokonalosti a oblibě německého stahlhelmu svědčí jeho dlouhodobé užívání.

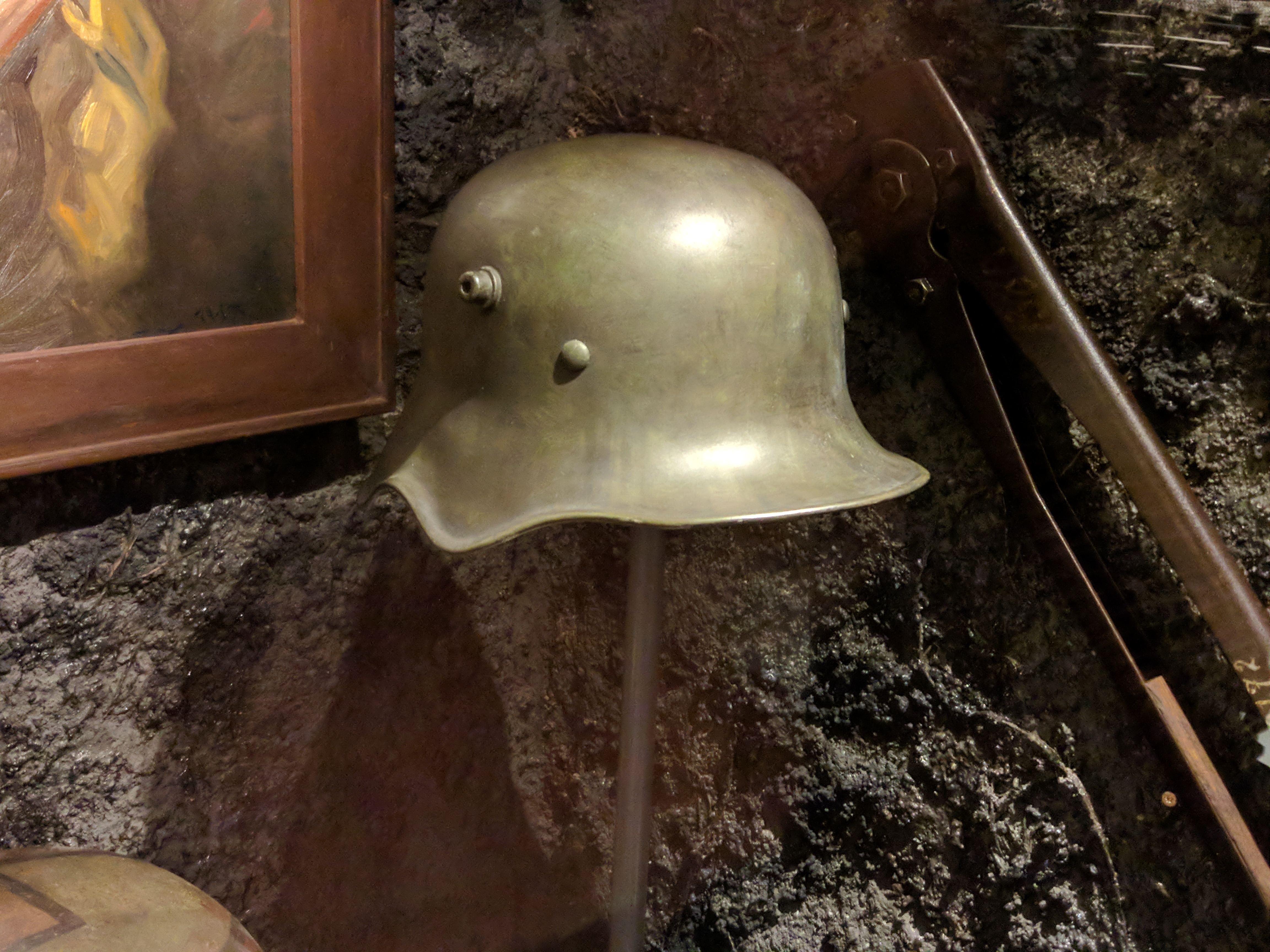
Model 1918 s typickým výřezem

- M1916 a M1917 M16 byl zaveden během Verdunské kampaně na začátku roku 1916. M1916 měla v bocích výrazné ventilační výstupky, které měly původně sloužit k upevnění přídavných plátů chránících obličej. Použití se tyto dočkaly pouze u odstřelovačů, jelikož pro ostatní jednotky byly příliš těžké, tedy nepraktické.[1]. Vyráběly se ve velikostech od 60 do 68, existují i doklady o velikosti 70. Hmotnost přilby se pohybovala od 0,98 kg do 1,4 kg, v závislosti na velikosti skořepiny. Vnitřní část sestávala z okruží se třemi segmentovými koženými kapsami, z nichž každá obsahovala polstrovací materiály, a kožené nebo látkové šňůry, kterou se upravovala k pohodlnému nošení. Jednodílný kožený podbradník byl připevněn ke skořepině pomocí řemínků M1891, stejného druhu jako u helmy Pickelhaube. Vynikající ochranu nového typu M1916 popsal poručík Walter Schulze z 8. roty 76. záložního pěšího pluku po své první akci v bitvě na Somme takto:... najednou jsem byl s velkým řinčivým úderem zasažen do hlavy a odhozen na podlahu zákopu ... šrapnel obrovskou silou zasáhl helmu, ale nerozrazil ji, jen se prohnula. Kdybych měl ještě tu čepici, co před pár dny, pluk by měl o jednoho muže méně... Model 1918 s typickým výřezem Přilba však nebyla bez vad. Ventilační otvory během zimy vpouštěly dovnitř studený vzduch, a proto si vojáci otvory svépomocí zacpávali blátem nebo tkaninou. Široká obroučka přilby vojákům zhoršovala slyšení, deformovala okolní zvuky a při vojákově řeči vytvářela ozvěnu. Helmy měly běžně polní šedou barvu (Feldgrau) a lesk. Aby neodrážely sluneční paprsky, museli si je vojáci sami barvit. První látkové potahy v bílé a šedé barvě se objevily na konci roku 1916. Maskovací vzor byl oficiálně zaveden až v červenci 1918, poté co německý armádní řád II, č. 91 366, podepsaný generálem Erichem Ludendorffem dne 7. července 1918, vydal oficiální standardy pro maskování přilby. Řád stanovil, že přilby mají být malovány v několika barvách, odpovídajících ročnímu období a oddělených černou čarou širokou jako prst.

- Model M1917: po ověření účinnosti helem M1916 během tažení v roce 1916 byla následně provedena dodatečná zlepšení, která vedla k výrobě M1917, která měla vylepšené vnitřní vložky, ale byla jinak identická s původním designem.

- Model M1918 měl nový dvoudílný podbradník, připevněný přímo na vnitřní okruží helmy, nikoliv na skořepinu. Některé helmy měly po stranách výřez pro lepší slyšitelnost a ke snížení ozvěny. Model M1918 je snadno odlišitelný od předchozích typů, protože nemá nýt na spodní straně přilby. Novinkou byla také aluminiová důstojnická Paradehelm určená pro vojenské přehlídky.[2]

- Model M1933: V roce 1932 nařídilo vrchní velení armády vývoj nového prototypu k nahrazení starších modelů. Byl vyroben výhradně z kompozitního plastu zvaného „Vulkanfiber“. Helma Vulkanfiber z roku 1933 si zachovala tvar předchozích přileb, ale byla mnohem lehčí. Po příznivých zkouškách na počátku roku 1933 byla povolena omezená výroba a byla v malém množství vydávána pěchotním, dělostřeleckým a komunikačním jednotkám. Po zavedení následujjícího modelu M1935 byly zbylé předchozí typy rozdány civilním jednotkám, hasičům a policii. Malé množství bylo také ponecháno pro přehlídkové použití vyššími důstojníky.

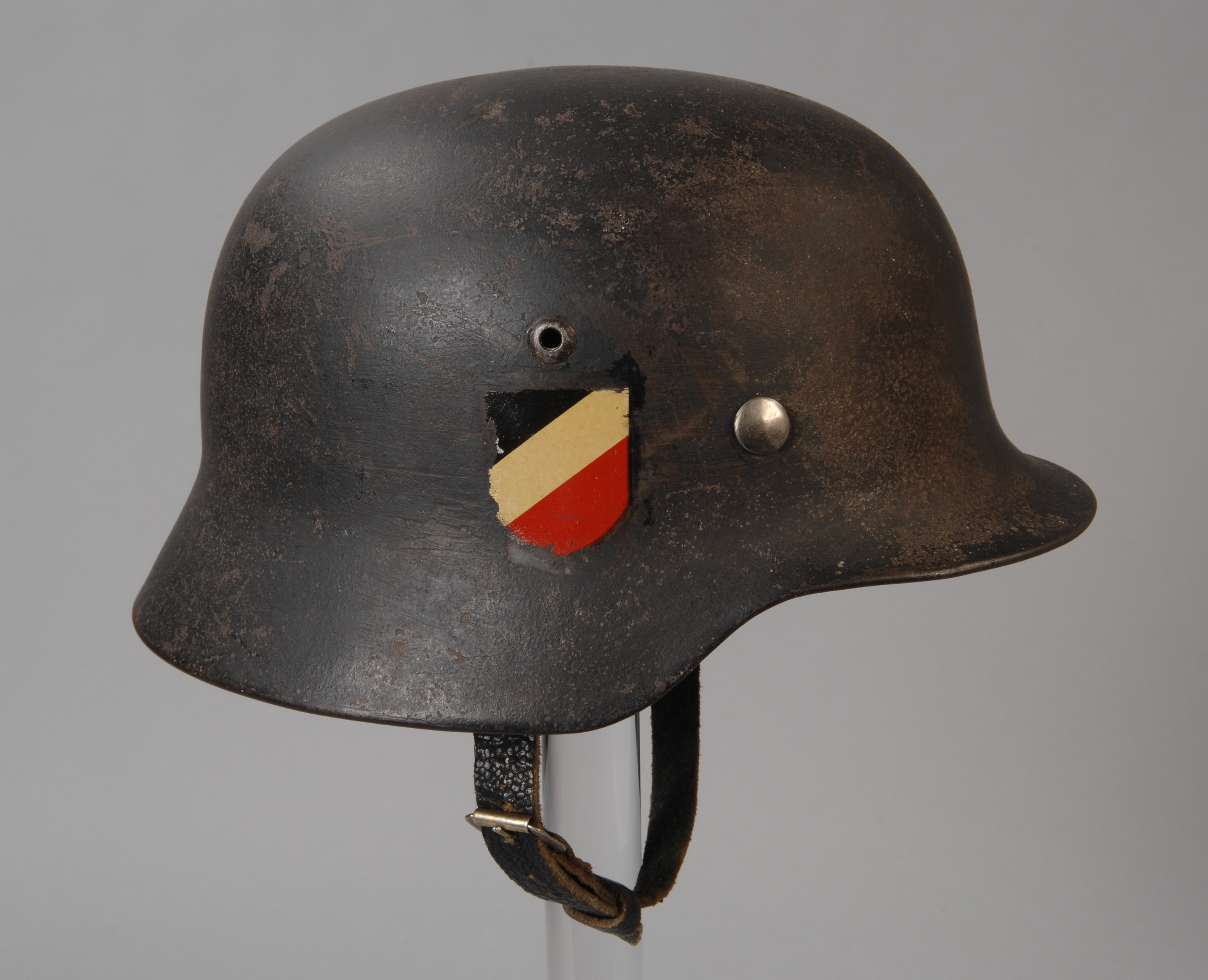
Stahlhelm M35 s obtiskem wehrmachtu, Historické muzeum v Rotterdamu

- Model M1935: Vývoj začal v roce 1934 a vycházel z modelů z první světové války. Společnost Eisenhüttenwerke z Thale provedla návrh prototypu a testování. Nová helma byla lisována z plechů z molybdenové oceli v několika stupních. Velké vyčnívající výstupky pro zastaralé ochranné obličejové pláty byly odstraněny. Ventilační otvory byly sice zachovány, ale byly zasazeny do menších dutých nýtů, lisovaných do skořepiny helmy. Okraje skořepiny byly přehnuty a vytvořily hladkou hranu podél helmy. Nakonec bylo vyprojektováno i zcela nové kožené zavěšení nebo vložka, která výrazně zlepšila bezpečnost, nastavitelnost a pohodlí přilby pro každého nositele. Díky těmto vylepšením byla nová helma M1935 lehčí, kompaktnější a pohodlnější na nošení než předchozí návrhy. Oberkommando der Wehrmacht (OKW) oficiálně novou helmu přijalo 25. června 1935 a tato měla nahradit všechny ostatní přilby v oběhu.

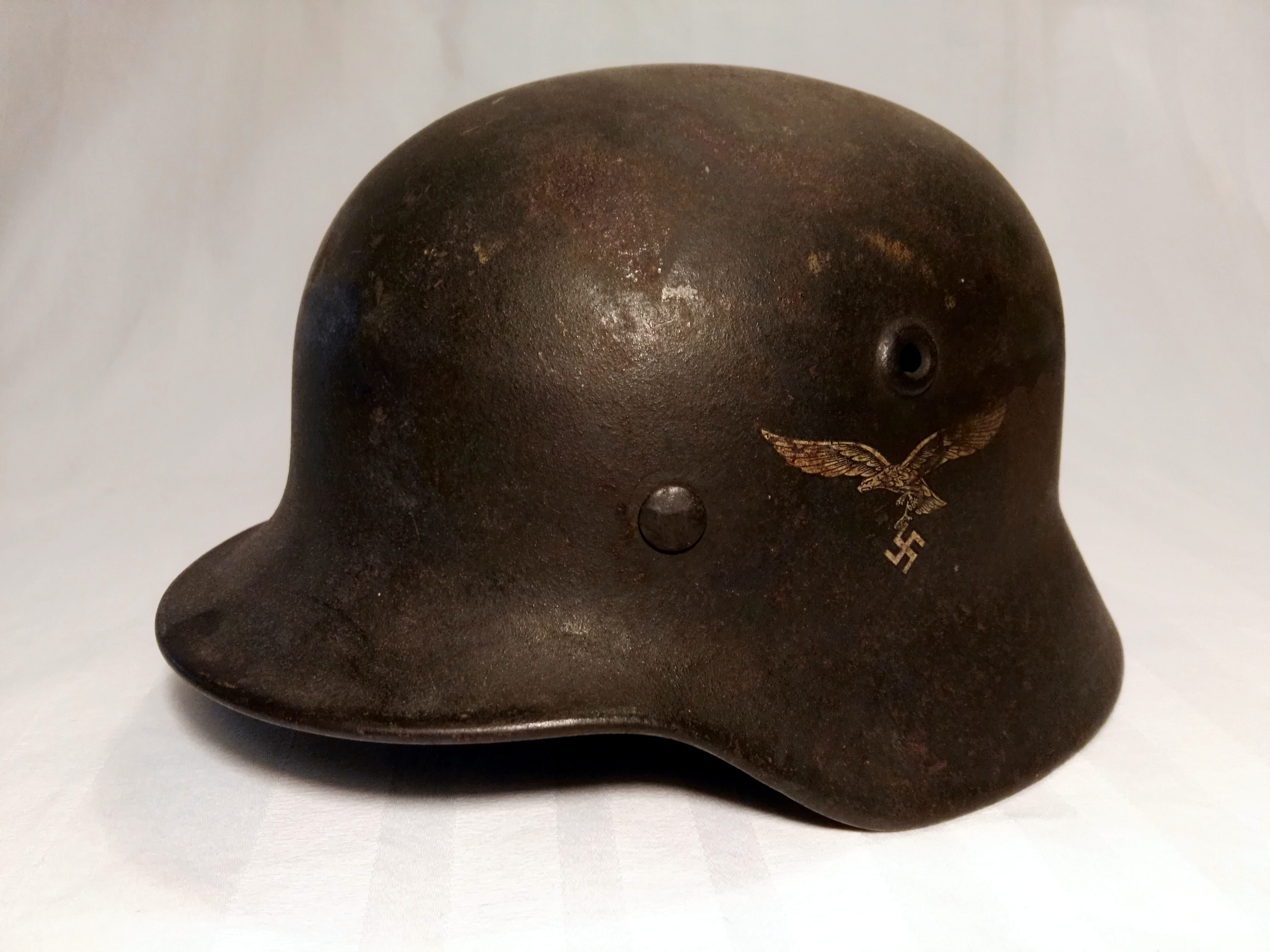
Model M1940 s obtisky Luftwaffe

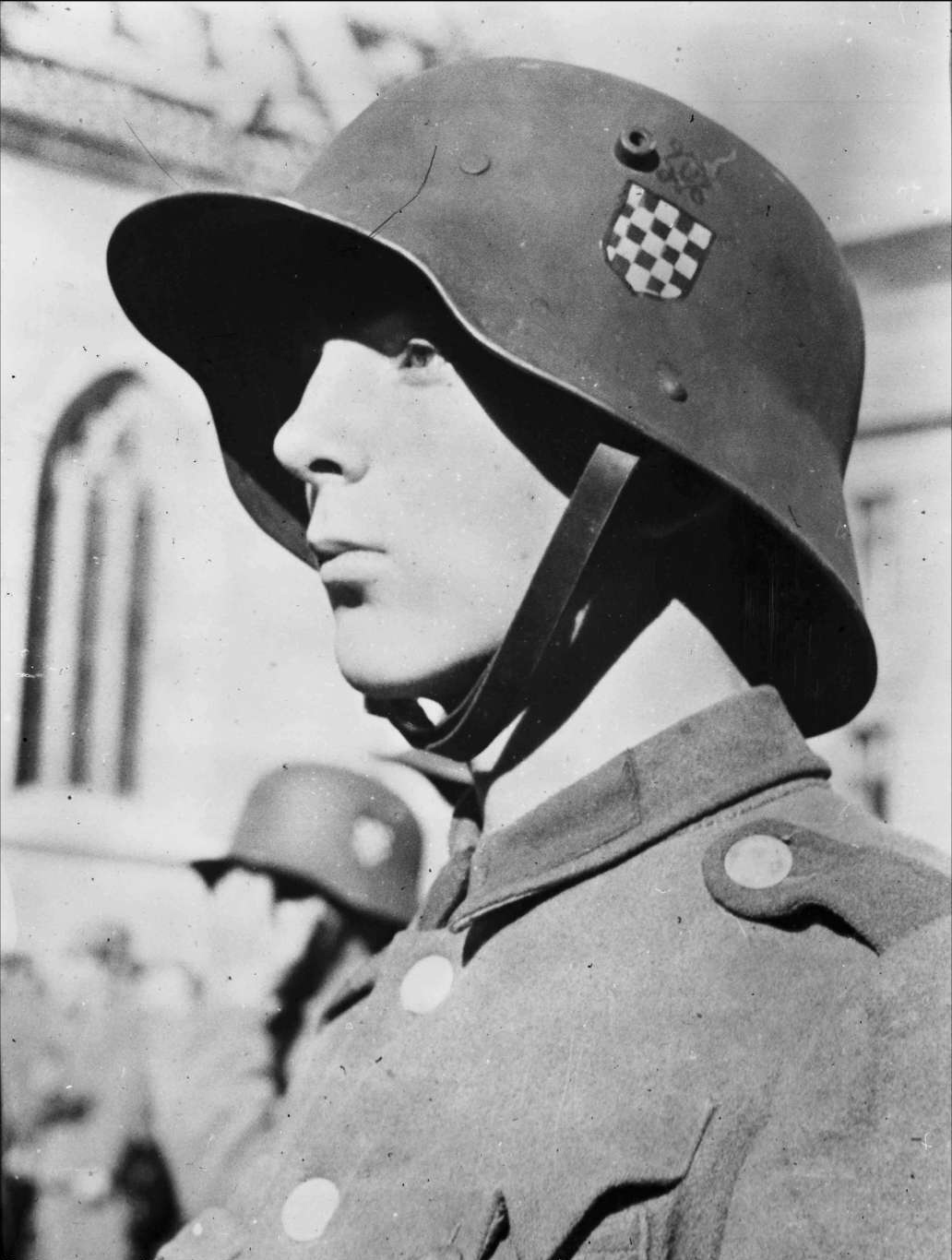
M16 měli ve výbavě chorvatští ustašovci ještě v roce 1942

- Model M1940M16 měli ve výbavě chorvatští ustašovci ještě v roce 1942 V roce 1940 byla konstrukce helem M1935 upravena, aby se zjednodušila její výroba. Výrobní proces zahrnoval více automatizovaných metod lisování. Hlavní změnou bylo lisování ventilačních otvorů přímo na skořepinu, jinak byla helma totožná s M1935. Němci je stále označovali M1935, označení M1940 jim pro rozlišení dali až po válce sběratelé.

- M1942: Model byl vyvolán nouzí válečné situace. Adolf Hitler požadoval stejnou ochranu s nižšími výrobními náklady. Válcovaná hrana na skořepině byla odstraněna a vytvořila neukončenou hranu podél okraje. Odstranění válcované hrany urychlilo výrobní proces a snížilo množství kovu použitého v každé helmě. Barvy byly typicky matně šedo-zelené (Heer) nebo šedo-modré (Luftwaffe). Od roku 1943 se také nenanášely obtisky, aby se urychlila výroba a snížila viditelnost přilby.

## Barvy a obtisky
Přilby se natíraly základními barvami, které se lišily podle armád, jednotek či organizací. Na frontě si sami vojáci přidávali barevné maskování podle terénu a ročních dob. Dále se na jednu či na obě strany helmy pomocí šablony nanášel obtisk. Každá vojenská a politická organizace měla svoje vlastní znaky. Kupříkladu na pravé straně raných přileb M35 pro Wehrmacht byl otištěn tříbarevný štít s černým, bílým a červeným pruhem, tradičními národními barvami Německé říše před první světovou válkou. Na levé straně byly většinou obtisky označující větev ozbrojených sil, nebo civilních či polovojenských organizací. Obtisky byly postupně odstraňovány pro zrychlení výroby a snížení viditelnosti.